# UEFA Europa Conference League 2021-22
UEFA Europa Conference League 2021-22 là mùa giải đầu tiên của UEFA Europa Conference League, giải đấu bóng đá cấp câu lạc bộ hạng ba của châu Âu do UEFA tổ chức.
Trận chung kết được diễn ra tại Sân vận động Kombëtare ở Tirana, Albania, với việc Roma đánh bại Feyenoord 1–0. Với tư cách vô địch, Roma tự động lọt vào vòng bảng UEFA Europa League 2022–23, mặc dù họ đã làm được thông qua vị trí ở giải vô địch quốc gia.
Mùa giải này là lần đầu tiên kể từ 1998-99 (mùa giải cuối cùng mà UEFA Cup Winners' Cup được diễn ra) mà ba giải đấu cấp câu lạc bộ châu Âu lớn (UEFA Champions League, UEFA Europa League, và giải đấu mới được hình thành UEFA Europa Conference League) được tổ chức bởi UEFA.
Vào ngày 24 tháng 6 năm 2021, UEFA chấp thuận đề xuất bỏ luật bàn thắng sân khách khỏi tất cả các giải đấu cấp câu lạc bộ UEFA, vốn đã tồn tại từ năm 1965. Theo đó, nếu ở thể thức hai lượt, hai đội có tổng tỉ số bằng nhau, đội thắng của cặp đấu không còn được xác định bằng số bàn thắng sân khách ghi được bởi mỗi đội mà sẽ bước vào 30 phút của hiệp phụ, và nếu hai đội ghi số bàn thắng bằng nhau ở hiệp phụ, đội thắng được xác định bằng loạt sút luân lưu.

## Phân bố đội của hiệp hội
Tổng cộng có 181 đội từ ít nhất 54 trong số 55 hiệp hội thành viên UEFA tham dự UEFA Europa Conference League 2021-22 (ngoại lệ có thể là Tây Ban Nha, mặc dù một trong số các đội vẫn có thể tham dự sau khi kết thúc ở vị trí thứ ba ở vòng bảng Europa League). Thứ hạng hiệp hội dựa trên hệ số hiệp hội UEFA được sử dụng để xác định số đội tham dự cho mỗi hiệp hội:
- Các hiệp hội 1–5 có 1 đội lọt vào.
  - Hiệp hội 1 (Tây Ban Nha) không có đội nào lọt vào ở mùa giải này, vì đội lẽ ra tham dự là Villarreal đã vô địch UEFA Europa League 2020-21 và giành một suất ở UEFA Champions League 2021-22.
- Các hiệp hội 6–15 và 51–55 có 2 đội lọt vào.
- Các hiệp hội 16–50 (trừ Liechtenstein)[Note LIE] có 3 đội lọt vào.
  - Vì suất của đội đương kim vô địch UEFA Europa Conference League ở UEFA Europa League không được sử dụng mùa giải này, hiệp hội 16 có một trong số câc đội chuyển lên từ Europa Conference League đến Europa League, nên họ chỉ có hai đội lọt vào.
- Liechtenstein có 1 đội lọt vào (Liechtenstein chỉ tổ chức cúp quốc gia và không có giải vô địch quốc gia).[Note LIE]
- Hơn nữa, 20 đội bị loại từ UEFA Champions League 2021-22 và 26 đội bị loại từ UEFA Europa League 2021-22 được chuyển qua Europa Conference League.
  - Đối với mùa giải này, chỉ có 19 đội từ UEFA Champions League 2021-22 được chuyển qua, vì có một đội thi đấu ở vòng loại Nhóm các đội vô địch của UEFA Champions League 2021-22.

### Thứ hạng hiệp hội
Đối với UEFA Europa Conference League 2021-22, các hiệp hội được phân bố vị trí dựa theo hệ số hiệp hội UEFA năm 2020 của họ, tính đến thành tích của họ ở các giải đấu châu Âu từ 2015-16 đến 2019-20.
Ngoài việc phân bố dựa trên hệ số quốc gia, các hiệp hội có thể có thêm đội tham dự Europa Conference League, như được ghi chú dưới đây:
- (UCL) – Các đội bổ sung được chuyển qua từ UEFA Champions League
- (UEL) – Các đội bổ sung được chuyển qua từ UEFA Europa League

| Hạng | Hiệp hội     | Hệ số   | Số đội | Ghi chú  |
| ---- | ------------ | ------- | ------ | -------- |
| 1    | Tây Ban Nha  | 102.283 | 1      | –1 (UCL) |
| 2    | Anh          | 90.462  | 1      | +1 (UEL) |
| 3    | Đức          | 74.784  | 1      |          |
| 4    | Ý            | 70.653  | 1      |          |
| 5    | Pháp         | 59.248  | 1      | +1 (UEL) |
| 6    | Bồ Đào Nha   | 49.449  | 2      |          |
| 7    | Nga          | 45.549  | 2      |          |
| 8    | Bỉ           | 37.900  | 2      |          |
| 9    | Ukraina      | 36.100  | 2      | +1 (UEL) |
| 10   | Hà Lan       | 35.750  | 2      | +2 (UEL) |
| 11   | Thổ Nhĩ Kỳ   | 33.600  | 2      | +1 (UEL) |
| 12   | Áo           | 32.925  | 2      | +1 (UEL) |
| 13   | Đan Mạch     | 29.250  | 2      | +2 (UEL) |
| 14   | Scotland     | 27.875  | 2      | +2 (UEL) |
| 15   | Cộng hòa Séc | 27.300  | 2      | +3 (UEL) |
| 16   | Síp          | 26.750  | 2      | +2 (UEL) |
| 17   | Thụy Sĩ      | 26.400  | 3      |          |
| 18   | Hy Lạp       | 26.300  | 3      |          |
| 19   | Serbia       | 25.500  | 3      |          |

| Hạng | Hiệp hội      | Hệ số  | Số đội | Ghi chú    |
| ---- | ------------- | ------ | ------ | ---------- |
| 20   | Croatia       | 24.875 | 3      |            |
| 21   | Thụy Điển     | 22.750 | 3      |            |
| 22   | Na Uy         | 21.750 | 3      | +1 (UCL)   |
| 23   | Israel        | 19.625 | 3      | +1 (UCL)   |
| 24   | Kazakhstan    | 19.250 | 3      | +1 (UEL)   |
| 25   | Belarus       | 18.875 | 3      | +1 (UCL)   |
| 26   | Azerbaijan    | 18.750 | 3      | +1 (UEL)   |
| 27   | Bulgaria      | 17.375 | 3      |            |
| 28   | Romania       | 16.700 | 3      | +1 (UEL)   |
| 29   | Ba Lan        | 16.625 | 3      |            |
| 30   | Slovakia      | 15.875 | 3      | +1 (UEL)   |
| 31   | Liechtenstein | 13.500 | 1      | [Note LIE] |
| 32   | Slovenia      | 13.000 | 3      | +1 (UEL)   |
| 33   | Hungary       | 12.875 | 3      |            |
| 34   | Luxembourg    | 8.000  | 3      | +1 (UCL)   |
| 35   | Litva         | 7.875  | 3      | +1 (UEL)   |
| 36   | Armenia       | 7.625  | 3      | +1 (UEL)   |
| 37   | Latvia        | 7.625  | 3      | +1 (UCL)   |

| Hạng | Hiệp hội              | Hệ số | Số đội | Ghi chú  |
| ---- | --------------------- | ----- | ------ | -------- |
| 38   | Albania               | 7.375 | 3      | +1 (UCL) |
| 39   | Bắc Macedonia         | 7.375 | 3      | +1 (UCL) |
| 40   | Bosnia và Herzegovina | 6.875 | 3      | +1 (UCL) |
| 41   | Moldova               | 6.750 | 3      |          |
| 42   | Cộng hòa Ireland      | 6.700 | 3      | +1 (UCL) |
| 43   | Phần Lan              | 6.500 | 3      | +1 (UEL) |
| 44   | Gruzia                | 5.750 | 3      | +1 (UCL) |
| 45   | Malta                 | 5.750 | 3      | +1 (UCL) |
| 46   | Iceland               | 5.375 | 3      | +1 (UCL) |
| 47   | Wales                 | 5.000 | 3      | +1 (UCL) |
| 48   | Bắc Ireland           | 4.875 | 3      | +1 (UCL) |
| 49   | Gibraltar             | 4.750 | 3      | +1 (UEL) |
| 50   | Montenegro            | 4.375 | 3      | +1 (UCL) |
| 51   | Estonia               | 4.375 | 2      | +1 (UEL) |
| 52   | Kosovo                | 4.000 | 2      | +1 (UCL) |
| 53   | Quần đảo Faroe        | 3.750 | 2      | +1 (UCL) |
| 54   | Andorra               | 2.831 | 2      | +1 (UCL) |
| 55   | San Marino            | 0.666 | 2      | +1 (UCL) |

### Phân phối
Sau đây là danh sách tham dự cho mùa giải này.
|                                           |                                           | Các đội tham dự vào vòng đấu này | Các đội đi tiếp từ vòng đấu trước                                                                  | Các đội chuyển qua từ Champions League hoặc Europa League                                                |
| ----------------------------------------- | ----------------------------------------- | --- | -------------------------------------------------------------------------------------------------- | --- |
| Vòng loại thứ nhất (66 đội)               | Vòng loại thứ nhất (66 đội)               | - 20 đội vô địch cúp quốc gia từ các hiệp hội 36–55 - 25 đội á quân giải vô địch quốc gia từ các hiệp hội 30–55 (trừ Liechtenstein)[Note LIE] - 21 đội đứng thứ ba giải vô địch quốc gia từ các hiệp hội 29–50 (trừ Liechtenstein)[Note LIE]                                                             | | |
| Vòng loại thứ hai (108 đội)               | Nhóm các đội vô địch (18 đội)             | | | - 3 đội bị loại từ vòng sơ loại Champions League - 15 đội bị loại từ vòng loại thứ nhất Champions League |
| Vòng loại thứ hai (108 đội)               | Nhóm chính (90 đội)                       | - 17 đội vô địch cúp quốc gia từ các hiệp hội 19–35 - 14 đội á quân giải vô địch quốc gia từ các hiệp hội 16–29 - 16 đội đứng thứ ba giải vô địch quốc gia từ các hiệp hội 13–28 - 9 đội đứng thứ tư giải vô địch quốc gia từ các hiệp hội 7–15 - 1 đội đứng thứ năm giải vô địch quốc gia từ hiệp hội 6 | - 33 đội thắng từ vòng loại thứ nhất                                                               | |
| Vòng loại thứ ba (64 đội)                 | Nhóm các đội vô địch (10 đội)             | | - 9 đội thắng từ vòng loại thứ hai (Nhóm các đội vô địch)                                          | - 1 đội bị loại từ vòng loại thứ nhất Champions League                                                   |
| Vòng loại thứ ba (64 đội)                 | Nhóm chính (54 đội)                       | - 2 đội vô địch cúp quốc gia từ các hiệp hội 17–18 - 6 đội đứng thứ ba giải vô địch quốc gia từ các hiệp hội 7–12 - 1 đội đứng thứ tư giải vô địch quốc gia từ hiệp hội 6 | - 45 đội thắng từ vòng loại thứ hai (Nhóm chính)                                                   | |
| Vòng play-off (44 đội)                    | Nhóm các đội vô địch (10 đội)             | | - 5 đội thắng từ vòng loại thứ ba (Nhóm các đội vô địch)                                           | - 5 đội bị loại từ vòng loại thứ ba Europa League (Nhóm các đội vô địch)                                 |
| Vòng play-off (44 đội)                    | Nhóm chính (34 đội)                       | - 1 đội đứng thứ năm giải vô địch quốc gia từ hiệp hội 5 - 4 đội đứng thứ sáu giải vô địch quốc gia từ các hiệp hội 1–4 (đội vô địch Cúp EFL đối với Anh) - −1 đội đương kim vô địch Europa League | - 27 đội thắng từ vòng loại thứ ba (Nhóm chính)                                                    | - 3 đội bị loại từ vòng loại thứ ba Europa League (Nhóm chính)                                           |
| Vòng bảng (32 đội)                        | Vòng bảng (32 đội)                        | | - 5 đội thắng từ vòng play-off (Nhóm các đội vô địch) - 17 đội thắng từ vòng play-off (Nhóm chính) | - 10 đội bị loại từ vòng play-off Europa League                                                          |
| Vòng play-off đấu loại trực tiếp (16 đội) | Vòng play-off đấu loại trực tiếp (16 đội) | | - 8 đội nhì bảng từ vòng bảng                                                                      | - 8 đội đứng thứ ba từ vòng bảng Europa League                                                           |
| Vòng đấu loại trực tiếp (16 đội)          | Vòng đấu loại trực tiếp (16 đội)          | | - 8 đội nhất bảng từ vòng bảng - 8 đội thắng từ vòng play-off đấu loại trực tiếp                   | |

### Các đội bóng
Các ký tự trong ngoặc thể hiện cách mỗi đội lọt vào vị trí của vòng đấu bắt đầu:
- CW: Đội vô địch cúp quốc gia
- 2nd, 3rd, 4th, 5th, 6th, v.v.: Vị trí giải vô địch quốc gia của mùa giải trước
- LC: Đội vô địch cúp liên đoàn
- RW: Đội vô địch mùa giải chính
- PW: Đội thắng vòng play-off Europa Conference League cuối mùa giải
- UCL: Chuyển qua từ Champions League
  - Q1: Đội thua từ vòng loại thứ nhất
  - PR: Đội thua từ vòng sơ loại (F: chung kết; SF: bán kết)
- UEL: Chuyển qua từ Europa League
  - GS: Đội đứng thứ ba từ vòng bảng
  - PO: Đội thua từ vòng play-off
  - CH/MP Q3: Đội thua từ vòng loại thứ ba (Nhóm các đội vô địch/chính)
- Abd-: Vị trí giải vô địch quốc gia của mùa giải bị hủy bỏ do đại dịch COVID-19 ở châu Âu theo quyết định của hiệp hội quốc gia; tất cả các đội phải được UEFA phê duyệt theo nguyên tắc cho việc tham dự các giải đấu châu Âu để đối phó với đại dịch COVID-19.[11]

Vòng loại thứ hai, vòng loại thứ ba và vòng play-off được chia làm Nhóm các đội vô địch (CH) và Nhóm chính (MP).
| Vòng đấu tham dự                 | Vòng đấu tham dự                 | Đội                                   | Đội                          | Đội                              | Đội                              |
| -------------------------------- | -------------------------------- | ------------------------------------- | ---------------------------- | -------------------------------- | -------------------------------- |
| Vòng play-off đấu loại trực tiếp | Vòng play-off đấu loại trực tiếp | Sparta Prague (UEL GS)                | PSV Eindhoven (UEL GS)       | Leicester City (UEL GS)          | Fenerbahçe (UEL GS)              |
| Vòng play-off đấu loại trực tiếp | Vòng play-off đấu loại trực tiếp | Marseille (UEL GS)                    | Midtjylland (UEL GS)         | Celtic (UEL GS)                  | Rapid Wien (UEL GS)              |
|                                  |                                  |                                       |                              |                                  |                                  |
| Vòng bảng                        | Vòng bảng                        | Zorya Luhansk (UEL PO)                | AZ (UEL PO)                  | Randers (UEL PO)                 | Slavia Prague (UEL PO)           |
| Vòng bảng                        | Vòng bảng                        | Omonia (UEL PO)                       | CFR Cluj (UEL PO)            | Slovan Bratislava (UEL PO)       | Mura (UEL PO)                    |
| Vòng bảng                        | Vòng bảng                        | Alashkert (UEL PO)                    | HJK (UEL PO)                 |                                  |                                  |
|                                  |                                  |                                       |                              |                                  |                                  |
| Vòng play-off                    | CH                               | Kairat (UEL CH Q3)                    | Neftçi Baku (UEL CH Q3)      | Žalgiris (UEL CH Q3)             | Lincoln Red Imps (UEL CH Q3)     |
| Vòng play-off                    | CH                               | Flora (UEL CH Q3)                     |                              |                                  |                                  |
| Vòng play-off                    | MP                               | Tottenham Hotspur (7th)               | Union Berlin (7th)           | Roma (7th)                       | Rennes (6th)                     |
| Vòng play-off                    | MP                               | St Johnstone (UEL MP Q3)              | Jablonec (UEL MP Q3)         | Anorthosis Famagusta (UEL MP Q3) |                                  |
|                                  |                                  |                                       |                              |                                  |                                  |
| Vòng loại thứ ba                 | CH                               | Shamrock Rovers (UCL Q1)[Note UCL Q1] |                              |                                  |                                  |
| Vòng loại thứ ba                 | MP                               | Paços de Ferreira (5th)               | Rubin Kazan (4th)            | Anderlecht (4th)                 | Kolos Kovalivka (4th)            |
| Vòng loại thứ ba                 | MP                               | Vitesse (4th)                         | Trabzonspor (4th)            | LASK (4th)                       | Luzern (CW)                      |
| Vòng loại thứ ba                 | MP                               | PAOK (CW)                             |                              |                                  |                                  |
|                                  |                                  |                                       |                              |                                  |                                  |
| Vòng loại thứ hai                | CH                               | Bodø/Glimt (UCL Q1)                   | Maccabi Haifa (UCL Q1)       | Shakhtyor Soligorsk (UCL Q1)     | Fola Esch (UCL Q1)               |
| Vòng loại thứ hai                | CH                               | Riga (UCL Q1)                         | Teuta (UCL Q1)               | Shkëndija (UCL Q1)               | Borac Banja Luka (UCL Q1)        |
| Vòng loại thứ hai                | CH                               | Dinamo Tbilisi (UCL Q1)               | Hibernians (UCL Q1)          | Valur (UCL Q1)                   | Connah's Quay Nomads (UCL Q1)    |
| Vòng loại thứ hai                | CH                               | Linfield (UCL Q1)                     | Budućnost Podgorica (UCL Q1) | Prishtina (UCL Q1)               | Inter Club d'Escaldes (UCL PR F) |
| Vòng loại thứ hai                | CH                               | HB Tórshavn (UCL PR SF)               | Folgore (UCL PR SF)          |                                  |                                  |
| Vòng loại thứ hai                | MP                               | Santa Clara (6th)                     | Sochi (5th)                  | Gent (PW)                        | Vorskla Poltava (5th)            |
| Vòng loại thứ hai                | MP                               | Feyenoord (PW)                        | Sivasspor (5th)              | Austria Wien (PW)                | Copenhagen (3rd)                 |
| Vòng loại thứ hai                | MP                               | AGF (PW)                              | Hibernian (3rd)              | Aberdeen (4th)                   | Slovácko (4th)                   |
| Vòng loại thứ hai                | MP                               | Viktoria Plzeň (5th)                  | Apollon Limassol (2nd)       | AEL Limassol (3rd)               | Basel (2nd)                      |
| Vòng loại thứ hai                | MP                               | Servette (3rd)                        | Aris Thessaloniki (3rd)      | AEK Athens (4th)                 | Partizan (2nd)                   |
| Vòng loại thứ hai                | MP                               | Čukarički (3rd)                       | Vojvodina (4th)              | Osijek (2nd)                     | Rijeka (3rd)                     |
| Vòng loại thứ hai                | MP                               | Hajduk Split (4th)                    | Hammarby IF (CW)             | IF Elfsborg (2nd)                | BK Häcken (3rd)                  |
| Vòng loại thứ hai                | MP                               | Molde (2nd)                           | Vålerenga (3rd)              | Rosenborg (4th)[Note NOR]        | Maccabi Tel Aviv (CW)            |
| Vòng loại thứ hai                | MP                               | Ashdod (3rd)                          | Hapoel Be'er Sheva (4th)     | Tobol (2nd)                      | Astana (3rd)                     |
| Vòng loại thứ hai                | MP                               | Shakhter Karagandy (4th)[Note KAZ]    | BATE Borisov (CW)            | Torpedo Zhodino (3rd)            | Dynamo Brest (4th)               |
| Vòng loại thứ hai                | MP                               | Keşla (CW)                            | Qarabağ (2nd)                | Sumgayit (3rd)                   | CSKA Sofia (CW)                  |
| Vòng loại thứ hai                | MP                               | Lokomotiv Plovdiv (2nd)               | Arda (PW)                    | Universitatea Craiova (CW)       | FCSB (2nd)                       |
| Vòng loại thứ hai                | MP                               | Sepsi OSK (PW)                        | Raków Częstochowa (CW)       | Pogoń Szczecin (3rd)             | Dunajská Streda (2nd)            |
| Vòng loại thứ hai                | MP                               | Vaduz (Abd-Cup)[Note LIE]             | Olimpija Ljubljana (CW)      | Újpest (CW)                      | F91 Dudelange (2nd)              |
| Vòng loại thứ hai                | MP                               | Panevėžys (CW)                        |                              |                                  |                                  |
|                                  |                                  |                                       |                              |                                  |                                  |
| Vòng loại thứ nhất               | Vòng loại thứ nhất               | Śląsk Wrocław (4th)                   | Spartak Trnava (3rd)         | Žilina (PW)                      | Maribor (2nd)                    |
| Vòng loại thứ nhất               | Vòng loại thứ nhất               | Domžale (4th)                         | Puskás Akadémia (2nd)        | Fehérvár (3rd)                   | Swift Hesperange (3rd)           |
| Vòng loại thứ nhất               | Vòng loại thứ nhất               | Racing Luxembourg (4th)[Note LUX]     | Sūduva (2nd)                 | Kauno Žalgiris (3rd)             | Ararat Yerevan (CW)              |
| Vòng loại thứ nhất               | Vòng loại thứ nhất               | Noah (2nd)                            | Urartu (3rd)                 | Liepāja (CW)                     | RFS (2nd)                        |
| Vòng loại thứ nhất               | Vòng loại thứ nhất               | Valmiera (3rd)                        | Vllaznia (CW)                | Partizani (3rd)                  | Laçi (4th)                       |
| Vòng loại thứ nhất               | Vòng loại thứ nhất               | Sileks (CW)                           | Shkupi (2nd)                 | Struga (3rd)                     | Sarajevo (CW)                    |
| Vòng loại thứ nhất               | Vòng loại thứ nhất               | Velež Mostar (3rd)                    | Široki Brijeg (4th)          | Sfântul Gheorghe (CW)            | Petrocub Hîncești (2nd)          |
| Vòng loại thứ nhất               | Vòng loại thứ nhất               | Milsami Orhei (3rd)                   | Dundalk (CW)                 | Bohemians (2nd)                  | Sligo Rovers (4th)               |
| Vòng loại thứ nhất               | Vòng loại thứ nhất               | Inter Turku (2nd)                     | KuPS (3rd)                   | Honka (4th)                      | Gagra (CW)                       |
| Vòng loại thứ nhất               | Vòng loại thứ nhất               | Dinamo Batumi (2nd)                   | Dila Gori (3rd)              | Gżira United (Abd-3rd)[Note MLT] | Birkirkara (Abd-4th)[Note MLT]   |
| Vòng loại thứ nhất               | Vòng loại thứ nhất               | Mosta (Abd-6th)[Note MLT]             | FH (Abd-2nd)[Note ISL]       | Stjarnan (Abd-3rd)[Note ISL]     | Breiðablik (Abd-4th)[Note ISL]   |
| Vòng loại thứ nhất               | Vòng loại thứ nhất               | The New Saints (2nd)                  | Bala Town (3rd)[Note WAL]    | Newtown (PW)                     | Coleraine (2nd)                  |
| Vòng loại thứ nhất               | Vòng loại thứ nhất               | Glentoran (3rd)                       | Larne (PW)                   | Europa (2nd)                     | St Joseph's (3rd)                |
| Vòng loại thứ nhất               | Vòng loại thứ nhất               | Mons Calpe (4th)                      | Sutjeska (2nd)               | Dečić (3rd)                      | Podgorica (4th)                  |
| Vòng loại thứ nhất               | Vòng loại thứ nhất               | FCI Levadia (CW)                      | Paide Linnameeskond (2nd)    | Llapi (CW)                       | Drita (2nd)                      |
| Vòng loại thứ nhất               | Vòng loại thứ nhất               | NSÍ (2nd)                             | KÍ (3rd)                     | Sant Julià (CW)                  | FC Santa Coloma (3rd)            |
| Vòng loại thứ nhất               | Vòng loại thứ nhất               | La Fiorita (CW)                       | Tre Penne (3rd)              |                                  |                                  |

Ba đội không thi đấu hạng đấu hàng đầu quốc gia tham dự vào giải đấu: Gagra (hạng nhì), Sileks (hạng nhì) and Vaduz (hạng nhì).
Ghi chú
1. ^ Champions League (UCL Q1): Một trong số các đội thua vòng loại thứ nhất Champions League được bốc thăm để nhận suất vào thẳng đến vòng loại thứ ba (Nhóm các đội vô địch), vì một đội thua được chuyển qua vòng loại thứ hai (Nhóm các đội vô địch), do một suất vòng bảng Champions League bị bỏ trống bởi đội đương kim vô địch Champions League.
2. ^ Iceland (ISL): Úrvalsdeild 2020 và Cúp bóng đá Iceland 2020 bị hủy bỏ do đại dịch COVID-19 ở Iceland. Đội đứng thứ hai, thứ ba và thứ tư của giải tại thời điểm hủy bỏ dựa trên số điểm trung bình mỗi trận mà mỗi đội thi đấu, FH, Stjarnan và Breiðablik, được lựa chọn để thi đấu ở UEFA Europa Conference League 2021-22 bởi Hiệp hội bóng đá Iceland.[12]
3. ^ Kazakhstan (KAZ): Cúp bóng đá Kazakhstan 2020 bị hủy bỏ do đại dịch COVID-19 ở Kazakhstan. Do đó, đội đứng thứ tư của Giải bóng đá Ngoại hạng Kazakhstan 2020 được lựa chọn để thi đấu ở UEFA Europa Conference League 2021-22 bởi Liên đoàn bóng đá Kazakhstan.[13]
4. ^ Liechtenstein (LIE): Tất cả bảy đội bóng thuộc Hiệp hội bóng đá Liechtenstein (LFV) đều thi đấu ở hệ thống giải đấu bóng đá Thụy Sĩ. Giải đấu duy nhất do LFV tổ chức là Cúp bóng đá Liechtenstein – giải mà đội vô địch lọt vào UEFA Europa Conference League.
  - Cúp bóng đá Liechtenstein 2020-21 bị hủy bỏ do đại dịch COVID-19 ở Liechtenstein. Đội còn lại ở giải đấu cúp với hệ số câu lạc bộ UEFA cao nhất, Vaduz, được lựa chọn để thi đấu ở UEFA Europa Conference League 2021-22 bởi Hiệp hội bóng đá Liechtenstein, tham dự vòng loại thứ hai.[14]
5. ^ Luxembourg (LUX): Cúp bóng đá Luxembourg 2020-21 bị hủy bỏ do đại dịch COVID-19 ở Luxembourg. Do đó, đội đứng thứ tư của Giải bóng đá vô địch quốc gia Luxembourg 2020-21 được lựa chọn để thi đấu ở UEFA Europa Conference League 2021-22 bởi Liên đoàn bóng đá Luxembourg.[15]
6. ^ Malta (MLT): Giải bóng đá Ngoại hạng Malta 2020-21 và Cúp FA Malta 2020-21 bị hủy bỏ do đại dịch COVID-19 ở Malta. Ban đầu đội đứng thứ hai, thứ ba và thứ tư của giải tại thời điểm hủy bỏ, Hibernians, Gżira United và Birkirkara, được lựa chọn để thi đấu ở UEFA Europa Conference League 2021-22 bởi Hiệp hội bóng đá Malta. Tuy nhiên, Ħamrun Spartans, đội được công nhận vô địch sau đó bị cấm khỏi các giải đấu châu Âu vì dàn xếp tỷ số. Do đó, Hibernians được đưa lên thi đấu UEFA Champions League 2021-22 và Mosta, đội đứng thứ sáu, được lựa chọn để thi đấu ở UEFA Europa Conference League vì Sliema Wanderers, đội đứng thứ năm, thất bại trong việc sở hữu giấy phép UEFA.[16][17][18]
7. ^ Na Uy (NOR): Cúp bóng đá Na Uy 2020 bị hủy bỏ do đại dịch COVID-19 ở Na Uy. Do đó, đội đứng thứ tư của Eliteserien 2020 được lựa chọn để thi đấu ở UEFA Europa Conference League 2021-22 bởi Liên đoàn bóng đá Na Uy.[19]
8. ^ Wales (WAL): Cúp bóng đá Wales 2020-21 bị hủy bỏ do đại dịch COVID-19 ở Wales. Do đó, đội đứng thứ ba của Cymru Premier 2020-21 được lựa chọn để thi đấu ở UEFA Europa Conference League 2021-22 bởi Hiệp hội bóng đá Wales.[20]

## Lịch thi đấu
Lịch thi đấu của giải đấu như sau. Các trận đấu được lên lịch vào Thứ Năm ngoại trừ trận chung kết diễn ra vào Thứ Tư, dù vậy các trận đấu có thể diễn ra vào Thứ Ba hoặc Thứ Tư do mâu thuẫn lịch thi đấu. Thời gian diễn ra trận đấu bắt đầu từ vòng bảng là 18:45 (thay vì 18:55 như trước đây) và 21:00 CEST/CET, dù vậy các trận đấu có thể diễn ra lúc 16:30 vì lý do địa lý.
Tất cả các lễ bốc thăm bắt đầu lúc 13:00 hoặc 14:00 CEST/CET và được tổ chức tại trụ sở của UEFA ở Nyon, Thụy Sĩ. Vào ngày 16 tháng 7 năm 2021, UEFA thông báo rằng lễ bốc thăm vòng bảng được tổ chức ở Istanbul, Thổ Nhĩ Kỳ.
| Giai đoạn               | Vòng                             | Ngày bốc thăm        | Lượt đi                                                | Lượt về                                                |
| ----------------------- | -------------------------------- | -------------------- | ------------------------------------------------------ | ------------------------------------------------------ |
| Vòng loại               | Vòng loại thứ nhất               | 15 tháng 6 năm 2021  | 8 tháng 7 năm 2021                                     | 15 tháng 7 năm 2021                                    |
| Vòng loại               | Vòng loại thứ hai                | 16 tháng 6 năm 2021  | 22 tháng 7 năm 2021                                    | 29 tháng 7 năm 2021                                    |
| Vòng loại               | Vòng loại thứ ba                 | 19 tháng 7 năm 2021  | 5 tháng 8 năm 2021                                     | 12 tháng 8 năm 2021                                    |
| Vòng loại               | Vòng play-off                    | 2 tháng 8 năm 2021   | 19 tháng 8 năm 2021                                    | 26 tháng 8 năm 2021                                    |
| Vòng bảng               | Lượt trận 1                      | 27 tháng 8 năm 2021  | 16 tháng 9 năm 2021                                    | 16 tháng 9 năm 2021                                    |
| Vòng bảng               | Lượt trận 2                      | 27 tháng 8 năm 2021  | 30 tháng 9 năm 2021                                    | 30 tháng 9 năm 2021                                    |
| Vòng bảng               | Lượt trận 3                      | 27 tháng 8 năm 2021  | 21 tháng 10 năm 2021                                   | 21 tháng 10 năm 2021                                   |
| Vòng bảng               | Lượt trận 4                      | 27 tháng 8 năm 2021  | 4 tháng 11 năm 2021                                    | 4 tháng 11 năm 2021                                    |
| Vòng bảng               | Lượt trận 5                      | 27 tháng 8 năm 2021  | 25 tháng 11 năm 2021                                   | 25 tháng 11 năm 2021                                   |
| Vòng bảng               | Lượt trận 6                      | 27 tháng 8 năm 2021  | 9 tháng 12 năm 2021                                    | 9 tháng 12 năm 2021                                    |
| Vòng đấu loại trực tiếp | Vòng play-off đấu loại trực tiếp | 13 tháng 12 năm 2021 | 17 tháng 2 năm 2022                                    | 24 tháng 2 năm 2022                                    |
| Vòng đấu loại trực tiếp | Vòng 16 đội                      | 25 tháng 2 năm 2022  | 10 tháng 3 năm 2022                                    | 17 tháng 3 năm 2022                                    |
| Vòng đấu loại trực tiếp | Tứ kết                           | 18 tháng 3 năm 2022  | 7 tháng 4 năm 2022                                     | 14 tháng 4 năm 2022                                    |
| Vòng đấu loại trực tiếp | Bán kết                          | 18 tháng 3 năm 2022  | 28 tháng 4 năm 2022                                    | 5 tháng 5 năm 2022                                     |
| Vòng đấu loại trực tiếp | Chung kết                        | 18 tháng 3 năm 2022  | 25 tháng 5 năm 2022 tại Sân vận động Kombëtare, Tirana | 25 tháng 5 năm 2022 tại Sân vận động Kombëtare, Tirana |

## Vòng loại

### Vòng loại thứ nhất
Lễ bốc thăm cho vòng loại thứ nhất được tổ chức vào ngày 15 tháng 6 năm 2021, lúc 13:30 CEST.
Lượt đi được diễn ra vào ngày 6 và 8 tháng 7, và lượt về được diễn ra vào ngày 13 và 15 tháng 7.
Đội thắng của các cặp đấu đi tiếp vào vòng loại thứ hai Nhóm chính. Đội thua bị loại.
| Đội 1               | TTS         | Đội 2             | Lượt đi | Lượt về      |
| ------------------- | ----------- | ----------------- | ------- | ------------ |
| FCI Levadia         | 4–2         | St Joseph's       | 3–1     | 1–1          |
| Inter Turku         | 1–3         | Puskás Akadémia   | 1–1     | 0–2          |
| Drita               | 3–1         | Dečić             | 2–1     | 1–0          |
| Sūduva              | 2–1         | Valmiera          | 2–1     | 0–0          |
| Birkirkara          | 2–1         | La Fiorita        | 1–0     | 1–1          |
| Mons Calpe          | 1–5         | FC Santa Coloma   | 1–1     | 0–4          |
| Velež Mostar        | 4–2         | Coleraine         | 2–1     | 2–1          |
| Domžale             | 2–1         | Swift Hesperange  | 1–0     | 1–1          |
| Shkupi              | 3–1         | Llapi             | 2–0     | 1–1          |
| Tre Penne           | 0–7         | Dinamo Batumi     | 0–4     | 0–3          |
| Partizani           | 8–4         | Sfîntul Gheorghe  | 5–2     | 3–2          |
| Maribor             | 2–0         | Urartu            | 1–0     | 1–0          |
| Podgorica           | 1–3         | Laçi              | 1–0     | 0–3 (s.h.p.) |
| Milsami Orhei       | 1–0         | Sarajevo          | 0–0     | 1–0          |
| Noah                | 1–5         | KuPS              | 1–0     | 0–5          |
| Žilina              | 6–3         | Dila Gori         | 5–1     | 1–2          |
| FH                  | 3–1         | Sligo Rovers      | 1–0     | 2–1          |
| Paide Linnameeskond | 1–4         | Śląsk Wrocław     | 1–2     | 0–2          |
| Rīgas               | 6–5         | KÍ                | 2–3     | 4–2 (s.h.p.) |
| Bala Town           | 0–2         | Larne             | 0–1     | 0–1          |
| Fehérvár            | 1–3         | Ararat Yerevan    | 1–1     | 0–2          |
| Sutjeska            | 2–1         | Gagra             | 1–0     | 1–1          |
| Sileks              | 1–2         | Petrocub Hîncești | 1–1     | 0–1          |
| Široki Brijeg       | 3–4         | Vllaznia          | 3–1     | 0–3          |
| Stjarnan            | 1–4         | Bohemians         | 1–1     | 0–3          |
| Glentoran           | 1–3         | The New Saints    | 1–1     | 0–2          |
| Sant Julià          | 1–1 (3–5 p) | Gżira United      | 0–0     | 1–1 (s.h.p.) |
| Europa              | 0–2         | Kauno Žalgiris    | 0–0     | 0–2          |
| Dundalk             | 5–0         | Newtown           | 4–0     | 1–0          |
| Mosta               | 3–4         | Spartak Trnava    | 3–2     | 0–2          |
| Liepāja             | 5–2         | Struga            | 1–1     | 4–1          |
| Racing Luxembourg   | 2–5         | Breiðablik        | 2–3     | 0–2          |
| Honka               | 3–1         | NSÍ Runavík       | 0–0     | 3–1          |

1. 1 2 3 4 5 6 7  Thứ tự lượt đấu đảo ngược sau lần bốc thăm ban đầu.

### Vòng loại thứ hai
Lễ bốc thăm cho vòng loại thứ hai được tổ chức vào ngày 16 tháng 6 năm 2021, lúc 13:30 CEST.
Lượt đi được diễn ra vào ngày 20, 21 và 22 tháng 7, và lượt về được diễn ra vào ngày 27 và 29 tháng 7.
Đội thắng của các cặp đấu đi tiếp vào vòng loại thứ ba thuộc nhóm tương ứng của các đội. Đội thua bị loại.
| Đội 1               | TTS | Đội 2                 | Lượt đi | Lượt về      |
| ------------------- | --- | --------------------- | ------- | ------------ |
| Shamrock Rovers     | Bye | N/A                   | –       | –            |
| Teuta               | 3–2 | Inter Club d'Escaldes | 0–2     | 3–0 (s.h.p.) |
| Riga                | 3–0 | Shkëndija             | 2–0     | 1–0          |
| Dinamo Tbilisi      | 2–7 | Maccabi Haifa         | 1–2     | 1–5          |
| HB Tórshavn         | 6–0 | Budućnost Podgorica   | 4–0     | 2–0          |
| Linfield            | 4–0 | Borac Banja Luka      | 4–0     | 0–0          |
| Shakhtyor Soligorsk | 1–3 | Fola Esch             | 1–2     | 0–1          |
| Folgore             | 3–7 | Hibernians            | 1–3     | 2–4          |
| Prishtina           | 6–5 | Connah's Quay Nomads  | 4–1     | 2–4          |
| Valur               | 0–6 | Bodø/Glimt            | 0–3     | 0–3          |

| Đội 1              | TTS         | Đội 2                 | Lượt đi | Lượt về      |
| ------------------ | ----------- | --------------------- | ------- | ------------ |
| KuPS               | 5–4         | Vorskla Poltava       | 2–2     | 3–2 (s.h.p.) |
| FCSB               | 2–2 (3–5 p) | Shakhter Karagandy    | 1–0     | 1–2 (s.h.p.) |
| Arda               | 0–6         | Hapoel Be'er Sheva    | 0–2     | 0–4          |
| Apollon Limassol   | 3–5         | Žilina                | 1–3     | 2–2          |
| Čukarički          | 2–0         | Sumgayit              | 0–0     | 2–0          |
| Sutjeska           | 1–3         | Maccabi Tel Aviv      | 0–0     | 1–3          |
| Astana             | 3–2         | Aris Thessaloniki     | 2–0     | 1–2 (s.h.p.) |
| Petrocub Hîncești  | 0–2         | Sivasspor             | 0–1     | 0–1          |
| AEL Limassol       | 2–0         | Vllaznia              | 1–0     | 1–0          |
| Sochi              | 7–2         | Keşla                 | 3–0     | 4–2          |
| IF Elfsborg        | 9–0         | Milsami Orhei         | 4–0     | 5–0          |
| Rīgas              | 5–0         | Puskás Akadémia       | 3–0     | 2–0          |
| Dinamo Batumi      | 4–2         | BATE Borisov          | 0–1     | 4–1          |
| Partizan           | 3–0         | DAC Dunajská Streda   | 1–0     | 2–0          |
| Dundalk            | 4–3         | FCI Levadia           | 2–2     | 2–1          |
| Gżira United       | 0–3         | Rijeka                | 0–2     | 0–1          |
| Viktoria Plzeň     | 4–2         | Dynamo Brest          | 2–1     | 2–1          |
| Kauno Žalgiris     | 1–10        | The New Saints        | 0–5     | 1–5          |
| Domžale            | 2–1         | Honka                 | 1–1     | 1–0          |
| CSKA Sofia         | 0–0 (3–1 p) | Liepāja               | 0–0     | 0–0 (s.h.p.) |
| Shkupi             | 0–5         | Santa Clara           | 0–3     | 0–2          |
| Hibernian          | 5–1         | FC Santa Coloma       | 3–0     | 2–1          |
| Larne              | 3–2         | AGF                   | 2–1     | 1–1          |
| Gent               | 4–2         | Vålerenga             | 4–0     | 0–2          |
| F91 Dudelange      | 0–4         | Bohemians             | 0–1     | 0–3          |
| Velež Mostar       | 2–2 (3–2 p) | AEK Athens            | 2–1     | 0–1 (s.h.p.) |
| Qarabağ            | 1–0         | Ashdod                | 0–0     | 1–0          |
| Lokomotiv Plovdiv  | 1–1 (3–2 p) | Slovácko              | 1–0     | 0–1 (s.h.p.) |
| Ararat Yerevan     | 5–7         | Śląsk Wrocław         | 2–4     | 3–3          |
| Laçi               | 1–0         | Universitatea Craiova | 1–0     | 0–0          |
| Drita              | 2–3         | Feyenoord             | 0–0     | 2–3          |
| Basel              | 5–0         | Partizani             | 3–0     | 2–0          |
| Pogoń Szczecin     | 0–1         | Osijek                | 0–0     | 0–1          |
| Austria Wien       | 2–3         | Breiðablik            | 1–1     | 1–2          |
| Olimpija Ljubljana | 1–1 (5–4 p) | Birkirkara            | 1–0     | 0–1 (s.h.p.) |
| Hammarby IF        | 4–1         | Maribor               | 3–1     | 1–0          |
| Molde              | 3–2         | Servette              | 3–0     | 0–2          |
| Újpest             | 5–2         | Vaduz                 | 2–1     | 3–1          |
| Sūduva             | 0–0 (3–4 p) | Raków Częstochowa     | 0–0     | 0–0 (s.h.p.) |
| Spartak Trnava     | 1–1 (4–3 p) | Sepsi OSK             | 0–0     | 1–1 (s.h.p.) |
| FH                 | 1–6         | Rosenborg             | 0–2     | 1–4          |
| Copenhagen         | 9–1         | Torpedo-BelAZ Zhodino | 4–1     | 5–0          |
| Panevėžys          | 0–2         | Vojvodina             | 0–1     | 0–1          |
| Hajduk Split       | 3–4         | Tobol                 | 2–0     | 1–4 (s.h.p.) |
| Aberdeen           | 5–3         | BK Häcken             | 5–1     | 0–2          |

1. 1 2  Thứ tự lượt đấu đảo ngược sau lần bốc thăm ban đầu.

### Vòng loại thứ ba
Lễ bốc thăm cho vòng loại thứ ba được tổ chức vào ngày 19 tháng 7 năm 2021, lúc 13:00 CEST.
Lượt đi được diễn ra vào ngày 3 và 5 tháng 8, và lượt về được diễn ra vào ngày 10 và 12 tháng 8.
Đội thắng của các cặp đấu đi tiếp vào vòng play-off thuộc nhóm tương ứng của các đội. Đội thua bị loại.
| Đội 1           | TTS | Đội 2       | Lượt đi | Lượt về      |
| --------------- | --- | ----------- | ------- | ------------ |
| Maccabi Haifa   | 7–3 | HB Tórshavn | 7–2     | 0–1          |
| Linfield        | 2–4 | Fola Esch   | 1–2     | 1–2          |
| Shamrock Rovers | 3–0 | Teuta       | 1–0     | 2–0          |
| Riga            | 4–2 | Hibernians  | 0–1     | 4–1 (s.h.p.) |
| Prishtina       | 2–3 | Bodø/Glimt  | 2–1     | 0–2          |

| Đội 1             | TTS         | Đội 2              | Lượt đi | Lượt về      |
| ----------------- | ----------- | ------------------ | ------- | ------------ |
| Dinamo Batumi     | 2–3         | Sivasspor          | 1–2     | 1–1 (s.h.p.) |
| KuPS              | 5–4         | Astana             | 1–1     | 4–3          |
| Sochi             | 3–3 (2–4 p) | Partizan           | 1–1     | 2–2 (s.h.p.) |
| Śląsk Wrocław     | 2–5         | Hapoel Be'er Sheva | 2–1     | 0–4          |
| Santa Clara       | 3–0         | Olimpija Ljubljana | 2–0     | 1–0          |
| Újpest            | 1–6         | Basel              | 1–2     | 0–4          |
| IF Elfsborg       | 5–2         | Velež Mostar       | 1–1     | 4–1          |
| Kolos Kovalivka   | 0–0 (1–3 p) | Shakhter Karagandy | 0–0     | 0–0 (s.h.p.) |
| Paços de Ferreira | 4–1         | Larne              | 4–0     | 0–1          |
| Luzern            | 0–6         | Feyenoord          | 0–3     | 0–3          |
| Gent              | 3–2         | RFS                | 2–2     | 1–0          |
| Hibernian         | 2–5         | Rijeka             | 1–1     | 1–4          |
| Breiðablik        | 3–5         | Aberdeen           | 2–3     | 1–2          |
| Trabzonspor       | 4–4 (4–3 p) | Molde              | 3–3     | 1–1 (s.h.p.) |
| Bohemians         | 2–3         | PAOK               | 2–1     | 0–2          |
| The New Saints    | 5–5 (1–4 p) | Viktoria Plzeň     | 4–2     | 1–3 (s.h.p.) |
| Raków Częstochowa | 1–0         | Rubin Kazan        | 0–0     | 1–0 (s.h.p.) |
| Lokomotiv Plovdiv | 3–5         | Copenhagen         | 1–1     | 2–4          |
| Čukarički         | 4–6         | Hammarby IF        | 3–1     | 1–5          |
| Tobol             | 0–6         | Žilina             | 0–1     | 0–5          |
| CSKA Sofia        | 5–3         | Osijek             | 4–2     | 1–1          |
| Vojvodina         | 1–7         | LASK               | 0–1     | 1–6          |
| AEL Limassol      | 1–2         | Qarabağ            | 1–1     | 0–1          |
| Spartak Trnava    | 0–1         | Maccabi Tel Aviv   | 0–0     | 0–1          |
| Rosenborg         | 8–2         | Domžale            | 6–1     | 2–1          |
| Laçi              | 1–5         | Anderlecht         | 0–3     | 1–2          |
| Vitesse           | 4–3         | Dundalk            | 2–2     | 2–1          |

### Vòng play-off
Lễ bốc thăm cho vòng play-off được tổ chức vào ngày 2 tháng 8 năm 2021, lúc 13:00 CEST.
Lượt đi được diễn ra vào ngày 19 tháng 8, và lượt về được diễn ra vào ngày 26 tháng 8 năm 2021.
Đội thắng của các cặp đấu đi tiếp vào vòng bảng. Đội thua bị loại.
| Đội 1       | TTS | Đội 2            | Lượt đi | Lượt về      |
| ----------- | --- | ---------------- | ------- | ------------ |
| Žalgiris    | 2–3 | Bodø/Glimt       | 2–2     | 0–1          |
| Neftçi Baku | 3–7 | Maccabi Haifa    | 3–3     | 0–4          |
| Flora       | 5–2 | Shamrock Rovers  | 4–2     | 1–0          |
| Riga        | 2–4 | Lincoln Red Imps | 1–1     | 1–3 (s.h.p.) |
| Fola Esch   | 2–7 | Kairat           | 1–4     | 1–3          |

| Đội 1              | TTS         | Đội 2                | Lượt đi | Lượt về      |
| ------------------ | ----------- | -------------------- | ------- | ------------ |
| Qarabağ            | 4–1         | Aberdeen             | 1–0     | 3–1          |
| Basel              | 4–4 (4–3 p) | Hammarby IF          | 3–1     | 1–3 (s.h.p.) |
| Viktoria Plzeň     | 2–3         | CSKA Sofia           | 2–0     | 0–3 (s.h.p.) |
| Paços de Ferreira  | 1–3         | Tottenham Hotspur    | 1–0     | 0–3          |
| Rennes             | 5–1         | Rosenborg            | 2–0     | 3–1          |
| Anderlecht         | 4–5         | Vitesse              | 3–3     | 1–2          |
| LASK               | 3–1         | St Johnstone         | 1–1     | 2–0          |
| Shakhter Karagandy | 1–4         | Maccabi Tel Aviv     | 1–2     | 0–2          |
| PAOK               | 3–1         | Rijeka               | 1–1     | 2–0          |
| KuPS               | 0–4         | Union Berlin         | 0–4     | 0–0          |
| Feyenoord          | 6–3         | IF Elfsborg          | 5–0     | 1–3          |
| Raków Częstochowa  | 1–3         | Gent                 | 1–0     | 0–3          |
| Sivasspor          | 1–7         | Copenhagen           | 1–2     | 0–5          |
| Santa Clara        | 2–3         | Partizan             | 2–1     | 0–2          |
| Trabzonspor        | 1–5         | Roma                 | 1–2     | 0–3          |
| Hapoel Be'er Sheva | 1–3         | Anorthosis Famagusta | 0–0     | 1–3          |
| Jablonec           | 8–1         | Žilina               | 5–1     | 3–0          |

## Vòng bảng
Lễ bốc thăm cho vòng bảng được tổ chức vào ngày 27 tháng 8 năm 2021, lúc 13:30 CEST (14:30 TRT), ở Istanbul, Thổ Nhĩ Kỳ. 32 đội được bốc thăm vào tám bảng gồm 4 đội. Đối với lễ bốc thăm, các đội được xếp hạt giống vào bốn nhóm, mỗi nhóm gồm 8 đội, dựa trên hệ số câu lạc bộ UEFA năm 2021 của họ. Các đội từ cùng hiệp hội không thể được bốc thăm vào cùng bảng. Vì lý do chính trị, các đội từ Azerbaijan và Armenia không thể được bốc thăm vào cùng bảng. Trước lễ bốc thăm, UEFA hình thành các cặp gồm các đội từ cùng hiệp hội, bao gồm các đội thi đấu ở vòng bảng Europa League (một cặp cho các hiệp hội với 2 hoặc 3 đội, hai cặp cho các hiệp hội với 4 hoặc 5 đội) dựa trên lượng khán giả xem truyền hình, trong đó một đội được bốc thăm vào các Bảng A–D và đội còn lại được bốc thăm vào các Bảng E–H, do đó hai đội thi đấu vào các khung giờ khác nhau.
Các trận đấu được diễn ra vào ngày 14 và 16 tháng 9, 30 tháng 9, 21 tháng 10, 4 tháng 11, 25 tháng 11 và 9 tháng 12 năm 2021. Đội nhất của mỗi bảng đi tiếp vào vòng 16 đội, trong khi đội nhì đi tiếp vào vòng play-off đấu loại trực tiếp. Đội đứng thứ ba và thứ tư bị loại khỏi các giải đấu châu Âu cho đến hết mùa giải.
Alashkert, Bodø/Glimt, Flora, Kairat, Lincoln Red Imps, Mura, Randers và Union Berlin có lần đầu tiên xuất hiện ở vòng bảng một giải đấu UEFA. Alashkert, Flora và Lincoln Red Imps là các đội bóng đầu tiên lần lượt từ Armenia, Estonia và Gibraltar, thi đấu ở vòng bảng một giải đấu UEFA.

### Bảng A
| VT | Đội              | ST | T | H | B | BT | BB | HS  | Đ  | Giành quyền tham dự                          |     | LASK | MTA | HJK | ALA |
| -- | ---------------- | -- | - | - | - | -- | -- | --- | -- | -------------------------------------------- | --- | ---- | --- | --- | --- |
| 1  | LASK             | 6  | 5 | 1 | 0 | 12 | 1  | +11 | 16 | Đi tiếp vào vòng 16 đội                      |     | —    | 1–1 | 3–0 | 2–0 |
| 2  | Maccabi Tel Aviv | 6  | 3 | 2 | 1 | 14 | 4  | +10 | 11 | Đi tiếp vào vòng play-off đấu loại trực tiếp |     | 0–1  | —   | 3–0 | 4–1 |
| 3  | HJK              | 6  | 2 | 0 | 4 | 5  | 15 | −10 | 6  |                                              |     | 0–2  | 0–5 | —   | 1–0 |
| 4  | Alashkert        | 6  | 0 | 1 | 5 | 4  | 15 | −11 | 1  |                                              | 0–3 | 1–1  | 2–4 | —   |     |

### Bảng B
| VT | Đội                  | ST | T | H | B | BT | BB | HS | Đ  | Giành quyền tham dự                          |     | GNT | PAR | ANO | FLO |
| -- | -------------------- | -- | - | - | - | -- | -- | -- | -- | -------------------------------------------- | --- | --- | --- | --- | --- |
| 1  | Gent                 | 6  | 4 | 1 | 1 | 6  | 2  | +4 | 13 | Đi tiếp vào vòng 16 đội                      |     | —   | 1–1 | 2–0 | 1–0 |
| 2  | Partizan             | 6  | 2 | 2 | 2 | 6  | 4  | +2 | 8  | Đi tiếp vào vòng play-off đấu loại trực tiếp |     | 0–1 | —   | 1–1 | 2–0 |
| 3  | Anorthosis Famagusta | 6  | 1 | 3 | 2 | 6  | 9  | −3 | 6  |                                              |     | 1–0 | 0–2 | —   | 2–2 |
| 4  | Flora                | 6  | 1 | 2 | 3 | 5  | 8  | −3 | 5  |                                              | 0–1 | 1–0 | 2–2 | —   |     |

### Bảng C
| VT | Đội           | ST | T | H | B | BT | BB | HS  | Đ  | Giành quyền tham dự                          |     | ROM | BOD | ZOR | CSS |
| -- | ------------- | -- | - | - | - | -- | -- | --- | -- | -------------------------------------------- | --- | --- | --- | --- | --- |
| 1  | Roma          | 6  | 4 | 1 | 1 | 18 | 11 | +7  | 13 | Đi tiếp vào vòng 16 đội                      |     | —   | 2–2 | 4–0 | 5–1 |
| 2  | Bodø/Glimt    | 6  | 3 | 3 | 0 | 14 | 5  | +9  | 12 | Đi tiếp vào vòng play-off đấu loại trực tiếp |     | 6–1 | —   | 3–1 | 2–0 |
| 3  | Zorya Luhansk | 6  | 2 | 1 | 3 | 5  | 11 | −6  | 7  |                                              |     | 0–3 | 1–1 | —   | 2–0 |
| 4  | CSKA Sofia    | 6  | 0 | 1 | 5 | 3  | 13 | −10 | 1  |                                              | 2–3 | 0–0 | 0–1 | —   |     |

### Bảng D
| VT | Đội      | ST | T | H | B | BT | BB | HS | Đ  | Giành quyền tham dự                          |     | AZ  | RAN | JAB | CLJ |
| -- | -------- | -- | - | - | - | -- | -- | -- | -- | -------------------------------------------- | --- | --- | --- | --- | --- |
| 1  | AZ       | 6  | 4 | 2 | 0 | 8  | 3  | +5 | 14 | Đi tiếp vào vòng 16 đội                      |     | —   | 1–0 | 1–0 | 2–0 |
| 2  | Randers  | 6  | 1 | 4 | 1 | 9  | 9  | 0  | 7  | Đi tiếp vào vòng play-off đấu loại trực tiếp |     | 2–2 | —   | 2–2 | 2–1 |
| 3  | Jablonec | 6  | 1 | 3 | 2 | 6  | 8  | −2 | 6  |                                              |     | 1–1 | 2–2 | —   | 1–0 |
| 4  | CFR Cluj | 6  | 1 | 1 | 4 | 4  | 7  | −3 | 4  |                                              | 0–1 | 1–1 | 2–0 | —   |     |

### Bảng E
| VT | Đội           | ST | T | H | B | BT | BB | HS | Đ  | Giành quyền tham dự                          |     | FEY | SLA | UNI | MHA |
| -- | ------------- | -- | - | - | - | -- | -- | -- | -- | -------------------------------------------- | --- | --- | --- | --- | --- |
| 1  | Feyenoord     | 6  | 4 | 2 | 0 | 11 | 6  | +5 | 14 | Đi tiếp vào vòng 16 đội                      |     | —   | 2–1 | 3–1 | 2–1 |
| 2  | Slavia Prague | 6  | 2 | 2 | 2 | 8  | 7  | +1 | 8  | Đi tiếp vào vòng play-off đấu loại trực tiếp |     | 2–2 | —   | 3–1 | 1–0 |
| 3  | Union Berlin  | 6  | 2 | 1 | 3 | 8  | 9  | −1 | 7  |                                              |     | 1–2 | 1–1 | —   | 3–0 |
| 4  | Maccabi Haifa | 6  | 1 | 1 | 4 | 2  | 7  | −5 | 4  |                                              | 0–0 | 1–0 | 0–1 | —   |     |

### Bảng F
| VT | Đội               | ST | T | H | B | BT | BB | HS  | Đ  | Giành quyền tham dự                          |     | COP | PAO | SLO | LIN |
| -- | ----------------- | -- | - | - | - | -- | -- | --- | -- | -------------------------------------------- | --- | --- | --- | --- | --- |
| 1  | Copenhagen        | 6  | 5 | 0 | 1 | 15 | 5  | +10 | 15 | Đi tiếp vào vòng 16 đội                      |     | —   | 1–2 | 2–0 | 3–1 |
| 2  | PAOK              | 6  | 3 | 2 | 1 | 8  | 4  | +4  | 11 | Đi tiếp vào vòng play-off đấu loại trực tiếp |     | 1–2 | —   | 1–1 | 2–0 |
| 3  | Slovan Bratislava | 6  | 2 | 2 | 2 | 8  | 7  | +1  | 8  |                                              |     | 1–3 | 0–0 | —   | 2–0 |
| 4  | Lincoln Red Imps  | 6  | 0 | 0 | 6 | 2  | 17 | −15 | 0  |                                              | 0–4 | 0–2 | 1–4 | —   |     |

### Bảng G
| VT | Đội               | ST | T | H | B | BT | BB | HS | Đ  | Giành quyền tham dự                          |     | REN | VIT | TOT | MUR |
| -- | ----------------- | -- | - | - | - | -- | -- | -- | -- | -------------------------------------------- | --- | --- | --- | --- | --- |
| 1  | Rennes            | 6  | 4 | 2 | 0 | 13 | 7  | +6 | 14 | Đi tiếp vào vòng 16 đội                      |     | —   | 3–3 | 2–2 | 1–0 |
| 2  | Vitesse           | 6  | 3 | 1 | 2 | 12 | 9  | +3 | 10 | Đi tiếp vào vòng play-off đấu loại trực tiếp |     | 1–2 | —   | 1–0 | 3–1 |
| 3  | Tottenham Hotspur | 6  | 2 | 1 | 3 | 11 | 11 | 0  | 7  |                                              |     | 0–3 | 3–2 | —   | 5–1 |
| 4  | Mura              | 6  | 1 | 0 | 5 | 5  | 14 | −9 | 3  |                                              | 1–2 | 0–2 | 2–1 | —   |     |

1. ↑  Trận đấu giữa Tottenham Hotspur và Rennes được xử là trận thắng 3–0 cho Rennes do nhiều ca xét nghiệm COVID-19 dương tính trong đội hình Tottenham Hotspur.[29]

### Bảng H
| VT | Đội     | ST | T | H | B | BT | BB | HS | Đ  | Giành quyền tham dự                          |     | BAS | QAR | OMO | KAI |
| -- | ------- | -- | - | - | - | -- | -- | -- | -- | -------------------------------------------- | --- | --- | --- | --- | --- |
| 1  | Basel   | 6  | 4 | 2 | 0 | 14 | 6  | +8 | 14 | Đi tiếp vào vòng 16 đội                      |     | —   | 3–0 | 3–1 | 4–2 |
| 2  | Qarabağ | 6  | 3 | 2 | 1 | 10 | 8  | +2 | 11 | Đi tiếp vào vòng play-off đấu loại trực tiếp |     | 0–0 | —   | 2–2 | 2–1 |
| 3  | Omonia  | 6  | 0 | 4 | 2 | 5  | 10 | −5 | 4  |                                              |     | 1–1 | 1–4 | —   | 0–0 |
| 4  | Kairat  | 6  | 0 | 2 | 4 | 6  | 11 | −5 | 2  |                                              | 2–3 | 1–2 | 0–0 | —   |     |

## Vòng đấu loại trực tiếp
Ở vòng đấu loại trực tiếp, các đội đối đầu với nhau qua hai lượt trận trên sân nhà và sân khách, ngoại trừ trận chung kết một trận.
Cơ chế của lễ bốc thăm cho mỗi vòng như sau:
- Ở lễ bốc thăm cho vòng play-off đấu loại trực tiếp, tám đội nhì bảng được xếp vào nhóm hạt giống, và tám đội đứng thứ ba vòng bảng Europa League được xếp vào nhóm không hạt giống. Các đội hạt giống được bốc thăm để đấu với các đội không hạt giống, với các đội hạt giống tổ chức trận lượt về. Các đội từ cùng hiệp hội không thể được bốc thăm để đấu với nhau.
- Ở lễ bốc thăm cho vòng 16 đội, tám đội nhất bảng được xếp vào nhóm hạt giống, và tám đội thắng của vòng play-off đấu loại trực tiếp được xếp vào nhóm không hạt giống. Các đội hạt giống được bốc thăm để đấu với các đội không hạt giống, với các đội hạt giống tổ chức trận lượt về. Các đội từ cùng hiệp hội không thể được bốc thăm để đấu với nhau.
- Ở lễ bốc thăm cho vòng tứ kết và bán kết, không có đội hạt giống nào, và các đội từ cùng hiệp hội có thể được bốc thăm để đấu với nhau. Do lễ bốc thăm cho vòng tứ kết và bán kết được tổ chức cùng nhau trước khi vòng tứ kết được diễn ra, danh tính của các đội thắng tứ kết không được biết tại thời điểm bốc thăm bán kết. Một lượt bốc thăm cũng được tổ chức để xác định đội thắng bán kết nào được chỉ định là đội "nhà" cho trận chung kết (vì mục đích hành chính do trận đấu được diễn ra tại một địa điểm trung lập).

### Nhánh đấu
|  | Vòng play-off đấu loại trực tiếp | Vòng play-off đấu loại trực tiếp | Vòng play-off đấu loại trực tiếp | Vòng play-off đấu loại trực tiếp |                     |   | Vòng 16 đội | Vòng 16 đội | Vòng 16 đội | Vòng 16 đội |  |  | Tứ kết | Tứ kết | Tứ kết | Tứ kết |  |  | Bán kết | Bán kết | Bán kết | Bán kết |  |  | Chung kết | Chung kết | Chung kết | Chung kết |
|  |                                  |                                  |                                  |                                  |                     |   |             |             |             |             |  |  |        |        |        |        |  |  |         |         |         |         |  |  |           |           |           |           |
|  |                                  |                                  |                                  |                                  |                     |   |             |             |             |             |  |  |        |        |        |        |  |  |         |         |         |         |  |  |           |           |           |           |
|  |                                  |                                  |                                  |                                  |                     |   |             |             |             |             |  |  |        |        |        |        |  |  |         |         |         |         |  |  |           |           |           |           |
|  | Leicester City                   | 4                                | 3                                | 7                                |                     |   |             |             |             |             |  |  |        |        |        |        |  |  |         |         |         |         |  |  |           |           |           |           |
|  | Leicester City                   | 4                                | 3                                | 7                                |                     |   |             |             |             |             |  |  |        |        |        |        |  |  |         |         |         |         |  |  |           |           |           |           |
|  | Randers                          | 1                                | 1                                | 2                                |                     |   |             |             |             |             |  |  |        |        |        |        |  |  |         |         |         |         |  |  |           |           |           |           |
|  | Randers                          | 1                                | 1                                | 2                                | Leicester City      | 2 | 1           | 3           |             |             |  |  |        |        |        |        |  |  |         |         |         |         |  |  |           |           |           |           |
|  |                                  |                                  |                                  |                                  | Leicester City      | 2 | 1           | 3           |             |             |  |  |        |        |        |        |  |  |         |         |         |         |  |  |           |           |           |           |
|  |                                  |                                  | Rennes                           | 0                                | 2                   | 2 |             |             |             |             |  |  |        |        |        |        |  |  |         |         |         |         |  |  |           |           |           |           |
|  |                                  |                                  | Rennes                           | 0                                | 2                   | 2 |             |             |             |             |  |  |        |        |        |        |  |  |         |         |         |         |  |  |           |           |           |           |
|  |                                  |                                  |                                  |                                  |                     |   |             |             |             |             |  |  |        |        |        |        |  |  |         |         |         |         |  |  |           |           |           |           |
|  |                                  |                                  |                                  |                                  |                     |   |             |             |             |             |  |  |        |        |        |        |  |  |         |         |         |         |  |  |           |           |           |           |
|  | Leicester City                   | 0                                | 2                                | 2                                |                     |   |             |             |             |             |  |  |        |        |        |        |  |  |         |         |         |         |  |  |           |           |           |           |
|  | Leicester City                   | 0                                | 2                                | 2                                |                     |   |             |             |             |             |  |  |        |        |        |        |  |  |         |         |         |         |  |  |           |           |           |           |
|  |                                  | PSV Eindhoven                    | 0                                | 1                                | 1                   |   |             |             |             |             |  |  |        |        |        |        |  |  |         |         |         |         |  |  |           |           |           |           |
|  | PSV Eindhoven                    | PSV Eindhoven                    | 0                                | 1                                | 1                   | 1 | 1           | 2           |             |             |  |  |        |        |        |        |  |  |         |         |         |         |  |  |           |           |           |           |
|  | PSV Eindhoven                    |                                  |                                  |                                  |                     | 1 | 1           | 2           |             |             |  |  |        |        |        |        |  |  |         |         |         |         |  |  |           |           |           |           |
|  | Maccabi Tel Aviv                 | 0                                | 1                                | 1                                |                     |   |             |             |             |             |  |  |        |        |        |        |  |  |         |         |         |         |  |  |           |           |           |           |
|  | Maccabi Tel Aviv                 | 0                                | 1                                | 1                                | PSV Eindhoven       | 4 | 4           | 8           |             |             |  |  |        |        |        |        |  |  |         |         |         |         |  |  |           |           |           |           |
|  |                                  |                                  |                                  |                                  | PSV Eindhoven       | 4 | 4           | 8           |             |             |  |  |        |        |        |        |  |  |         |         |         |         |  |  |           |           |           |           |
|  |                                  |                                  | Copenhagen                       | 4                                | 0                   | 4 |             |             |             |             |  |  |        |        |        |        |  |  |         |         |         |         |  |  |           |           |           |           |
|  |                                  |                                  | Copenhagen                       | 4                                | 0                   | 4 |             |             |             |             |  |  |        |        |        |        |  |  |         |         |         |         |  |  |           |           |           |           |
|  |                                  |                                  |                                  |                                  |                     |   |             |             |             |             |  |  |        |        |        |        |  |  |         |         |         |         |  |  |           |           |           |           |
|  |                                  |                                  |                                  |                                  |                     |   |             |             |             |             |  |  |        |        |        |        |  |  |         |         |         |         |  |  |           |           |           |           |
|  | Leicester City                   | 1                                | 0                                | 1                                |                     |   |             |             |             |             |  |  |        |        |        |        |  |  |         |         |         |         |  |  |           |           |           |           |
|  | Leicester City                   | 1                                | 0                                | 1                                |                     |   |             |             |             |             |  |  |        |        |        |        |  |  |         |         |         |         |  |  |           |           |           |           |
|  |                                  | Roma                             | 1                                | 1                                | 2                   |   |             |             |             |             |  |  |        |        |        |        |  |  |         |         |         |         |  |  |           |           |           |           |
|  | Celtic                           | Roma                             | 1                                | 1                                | 2                   | 1 | 0           | 1           |             |             |  |  |        |        |        |        |  |  |         |         |         |         |  |  |           |           |           |           |
|  | Celtic                           |                                  |                                  |                                  |                     | 1 | 0           | 1           |             |             |  |  |        |        |        |        |  |  |         |         |         |         |  |  |           |           |           |           |
|  | Bodø/Glimt                       | 3                                | 2                                | 5                                |                     |   |             |             |             |             |  |  |        |        |        |        |  |  |         |         |         |         |  |  |           |           |           |           |
|  | Bodø/Glimt                       | 3                                | 2                                | 5                                | Bodø/Glimt (s.h.p.) | 2 | 2           | 4           |             |             |  |  |        |        |        |        |  |  |         |         |         |         |  |  |           |           |           |           |
|  |                                  |                                  |                                  |                                  | Bodø/Glimt (s.h.p.) | 2 | 2           | 4           |             |             |  |  |        |        |        |        |  |  |         |         |         |         |  |  |           |           |           |           |
|  |                                  |                                  | AZ                               | 1                                | 2                   | 3 |             |             |             |             |  |  |        |        |        |        |  |  |         |         |         |         |  |  |           |           |           |           |
|  |                                  |                                  | AZ                               | 1                                | 2                   | 3 |             |             |             |             |  |  |        |        |        |        |  |  |         |         |         |         |  |  |           |           |           |           |
|  |                                  |                                  |                                  |                                  |                     |   |             |             |             |             |  |  |        |        |        |        |  |  |         |         |         |         |  |  |           |           |           |           |
|  |                                  |                                  |                                  |                                  |                     |   |             |             |             |             |  |  |        |        |        |        |  |  |         |         |         |         |  |  |           |           |           |           |
|  | Bodø/Glimt                       | 2                                | 0                                | 2                                |                     |   |             |             |             |             |  |  |        |        |        |        |  |  |         |         |         |         |  |  |           |           |           |           |
|  | Bodø/Glimt                       | 2                                | 0                                | 2                                |                     |   |             |             |             |             |  |  |        |        |        |        |  |  |         |         |         |         |  |  |           |           |           |           |
|  |                                  | Roma                             | 1                                | 4                                | 5                   |   |             |             |             |             |  |  |        |        |        |        |  |  |         |         |         |         |  |  |           |           |           |           |
|  | Rapid Wien                       | Roma                             | 1                                | 4                                | 5                   | 2 | 0           | 2           |             |             |  |  |        |        |        |        |  |  |         |         |         |         |  |  |           |           |           |           |
|  | Rapid Wien                       |                                  |                                  |                                  |                     | 2 | 0           | 2           |             |             |  |  |        |        |        |        |  |  |         |         |         |         |  |  |           |           |           |           |
|  | Vitesse                          | 1                                | 2                                | 3                                |                     |   |             |             |             |             |  |  |        |        |        |        |  |  |         |         |         |         |  |  |           |           |           |           |
|  | Vitesse                          | 1                                | 2                                | 3                                | Vitesse             | 0 | 1           | 1           |             |             |  |  |        |        |        |        |  |  |         |         |         |         |  |  |           |           |           |           |
|  |                                  |                                  |                                  |                                  | Vitesse             | 0 | 1           | 1           |             |             |  |  |        |        |        |        |  |  |         |         |         |         |  |  |           |           |           |           |
|  |                                  |                                  | Roma                             | 1                                | 1                   | 2 |             |             |             |             |  |  |        |        |        |        |  |  |         |         |         |         |  |  |           |           |           |           |
|  |                                  |                                  | Roma                             | 1                                | 1                   | 2 |             |             |             |             |  |  |        |        |        |        |  |  |         |         |         |         |  |  |           |           |           |           |
|  |                                  |                                  |                                  |                                  | 25 tháng 5 – Tirana |   |             |             |             |             |  |  |        |        |        |        |  |  |         |         |         |         |  |  |           |           |           |           |
|  |                                  |                                  |                                  |                                  |                     |   |             |             |             |             |  |  |        |        |        |        |  |  |         |         |         |         |  |  |           |           |           |           |
|  | Roma                             | Roma                             | Roma                             | 1                                |                     |   |             |             |             |             |  |  |        |        |        |        |  |  |         |         |         |         |  |  |           |           |           |           |
|  | Roma                             | Roma                             | Roma                             | 1                                |                     |   |             |             |             |             |  |  |        |        |        |        |  |  |         |         |         |         |  |  |           |           |           |           |
|  |                                  | Feyenoord                        | Feyenoord                        | Feyenoord                        | 0                   |   |             |             |             |             |  |  |        |        |        |        |  |  |         |         |         |         |  |  |           |           |           |           |
|  | Sparta Prague                    | Feyenoord                        | Feyenoord                        | Feyenoord                        | 0                   | 0 | 1           | 1           |             |             |  |  |        |        |        |        |  |  |         |         |         |         |  |  |           |           |           |           |
|  | Sparta Prague                    |                                  |                                  |                                  |                     | 0 | 1           | 1           |             |             |  |  |        |        |        |        |  |  |         |         |         |         |  |  |           |           |           |           |
|  | Partizan                         | 1                                | 2                                | 3                                |                     |   |             |             |             |             |  |  |        |        |        |        |  |  |         |         |         |         |  |  |           |           |           |           |
|  | Partizan                         | 1                                | 2                                | 3                                | Partizan            | 2 | 1           | 3           |             |             |  |  |        |        |        |        |  |  |         |         |         |         |  |  |           |           |           |           |
|  |                                  |                                  |                                  |                                  | Partizan            | 2 | 1           | 3           |             |             |  |  |        |        |        |        |  |  |         |         |         |         |  |  |           |           |           |           |
|  |                                  |                                  | Feyenoord                        | 5                                | 3                   | 8 |             |             |             |             |  |  |        |        |        |        |  |  |         |         |         |         |  |  |           |           |           |           |
|  |                                  |                                  | Feyenoord                        | 5                                | 3                   | 8 |             |             |             |             |  |  |        |        |        |        |  |  |         |         |         |         |  |  |           |           |           |           |
|  |                                  |                                  |                                  |                                  |                     |   |             |             |             |             |  |  |        |        |        |        |  |  |         |         |         |         |  |  |           |           |           |           |
|  |                                  |                                  |                                  |                                  |                     |   |             |             |             |             |  |  |        |        |        |        |  |  |         |         |         |         |  |  |           |           |           |           |
|  | Feyenoord                        | 3                                | 3                                | 6                                |                     |   |             |             |             |             |  |  |        |        |        |        |  |  |         |         |         |         |  |  |           |           |           |           |
|  | Feyenoord                        | 3                                | 3                                | 6                                |                     |   |             |             |             |             |  |  |        |        |        |        |  |  |         |         |         |         |  |  |           |           |           |           |
|  |                                  | Slavia Prague                    | 3                                | 1                                | 4                   |   |             |             |             |             |  |  |        |        |        |        |  |  |         |         |         |         |  |  |           |           |           |           |
|  | Fenerbahçe                       | Slavia Prague                    | 3                                | 1                                | 4                   | 2 | 2           | 4           |             |             |  |  |        |        |        |        |  |  |         |         |         |         |  |  |           |           |           |           |
|  | Fenerbahçe                       |                                  |                                  |                                  |                     | 2 | 2           | 4           |             |             |  |  |        |        |        |        |  |  |         |         |         |         |  |  |           |           |           |           |
|  | Slavia Prague                    | 3                                | 3                                | 6                                |                     |   |             |             |             |             |  |  |        |        |        |        |  |  |         |         |         |         |  |  |           |           |           |           |
|  | Slavia Prague                    | 3                                | 3                                | 6                                | Slavia Prague       | 4 | 3           | 7           |             |             |  |  |        |        |        |        |  |  |         |         |         |         |  |  |           |           |           |           |
|  |                                  |                                  |                                  |                                  | Slavia Prague       | 4 | 3           | 7           |             |             |  |  |        |        |        |        |  |  |         |         |         |         |  |  |           |           |           |           |
|  |                                  |                                  | LASK                             | 1                                | 4                   | 5 |             |             |             |             |  |  |        |        |        |        |  |  |         |         |         |         |  |  |           |           |           |           |
|  |                                  |                                  | LASK                             | 1                                | 4                   | 5 |             |             |             |             |  |  |        |        |        |        |  |  |         |         |         |         |  |  |           |           |           |           |
|  |                                  |                                  |                                  |                                  |                     |   |             |             |             |             |  |  |        |        |        |        |  |  |         |         |         |         |  |  |           |           |           |           |
|  |                                  |                                  |                                  |                                  |                     |   |             |             |             |             |  |  |        |        |        |        |  |  |         |         |         |         |  |  |           |           |           |           |
|  | Feyenoord                        | 3                                | 0                                | 3                                |                     |   |             |             |             |             |  |  |        |        |        |        |  |  |         |         |         |         |  |  |           |           |           |           |
|  | Feyenoord                        | 3                                | 0                                | 3                                |                     |   |             |             |             |             |  |  |        |        |        |        |  |  |         |         |         |         |  |  |           |           |           |           |
|  |                                  | Marseille                        | 2                                | 0                                | 2                   |   |             |             |             |             |  |  |        |        |        |        |  |  |         |         |         |         |  |  |           |           |           |           |
|  | Marseille                        | Marseille                        | 2                                | 0                                | 2                   | 3 | 3           | 6           |             |             |  |  |        |        |        |        |  |  |         |         |         |         |  |  |           |           |           |           |
|  | Marseille                        |                                  |                                  |                                  |                     | 3 | 3           | 6           |             |             |  |  |        |        |        |        |  |  |         |         |         |         |  |  |           |           |           |           |
|  | Qarabağ                          | 1                                | 0                                | 1                                |                     |   |             |             |             |             |  |  |        |        |        |        |  |  |         |         |         |         |  |  |           |           |           |           |
|  | Qarabağ                          | 1                                | 0                                | 1                                | Marseille           | 2 | 2           | 4           |             |             |  |  |        |        |        |        |  |  |         |         |         |         |  |  |           |           |           |           |
|  |                                  |                                  |                                  |                                  | Marseille           | 2 | 2           | 4           |             |             |  |  |        |        |        |        |  |  |         |         |         |         |  |  |           |           |           |           |
|  |                                  |                                  | Basel                            | 1                                | 1                   | 2 |             |             |             |             |  |  |        |        |        |        |  |  |         |         |         |         |  |  |           |           |           |           |
|  |                                  |                                  | Basel                            | 1                                | 1                   | 2 |             |             |             |             |  |  |        |        |        |        |  |  |         |         |         |         |  |  |           |           |           |           |
|  |                                  |                                  |                                  |                                  |                     |   |             |             |             |             |  |  |        |        |        |        |  |  |         |         |         |         |  |  |           |           |           |           |
|  |                                  |                                  |                                  |                                  |                     |   |             |             |             |             |  |  |        |        |        |        |  |  |         |         |         |         |  |  |           |           |           |           |
|  | Marseille                        | 2                                | 1                                | 3                                |                     |   |             |             |             |             |  |  |        |        |        |        |  |  |         |         |         |         |  |  |           |           |           |           |
|  | Marseille                        | 2                                | 1                                | 3                                |                     |   |             |             |             |             |  |  |        |        |        |        |  |  |         |         |         |         |  |  |           |           |           |           |
|  |                                  | PAOK                             | 1                                | 0                                | 1                   |   |             |             |             |             |  |  |        |        |        |        |  |  |         |         |         |         |  |  |           |           |           |           |
|  | Midtjylland                      | PAOK                             | 1                                | 0                                | 1                   | 1 | 1           | 2 (3)       |             |             |  |  |        |        |        |        |  |  |         |         |         |         |  |  |           |           |           |           |
|  | Midtjylland                      |                                  |                                  |                                  |                     | 1 | 1           | 2 (3)       |             |             |  |  |        |        |        |        |  |  |         |         |         |         |  |  |           |           |           |           |
|  | PAOK (p)                         | 0                                | 2                                | 2 (5)                            |                     |   |             |             |             |             |  |  |        |        |        |        |  |  |         |         |         |         |  |  |           |           |           |           |
|  | PAOK (p)                         | 0                                | 2                                | 2 (5)                            | PAOK                | 1 | 2           | 3           |             |             |  |  |        |        |        |        |  |  |         |         |         |         |  |  |           |           |           |           |
|  |                                  |                                  |                                  |                                  | PAOK                | 1 | 2           | 3           |             |             |  |  |        |        |        |        |  |  |         |         |         |         |  |  |           |           |           |           |
|  |                                  |                                  | Gent                             | 0                                | 1                   | 1 |             |             |             |             |  |  |        |        |        |        |  |  |         |         |         |         |  |  |           |           |           |           |
|  |                                  |                                  | Gent                             | 0                                | 1                   | 1 |             |             |             |             |  |  |        |        |        |        |  |  |         |         |         |         |  |  |           |           |           |           |
|  |                                  |                                  |                                  |                                  |                     |   |             |             |             |             |  |  |        |        |        |        |  |  |         |         |         |         |  |  |           |           |           |           |
|  |                                  |                                  |                                  |                                  |                     |   |             |             |             |             |  |  |        |        |        |        |  |  |         |         |         |         |  |  |           |           |           |           |
|  |                                  |                                  |                                  |                                  |                     |   |             |             |             |             |  |  |        |        |        |        |  |  |         |         |         |         |  |  |           |           |           |           |

### Vòng play-off đấu loại trực tiếp
Lễ bốc thăm cho vòng play-off đấu loại trực tiếp được tổ chức vào ngày 13 tháng 12 năm 2021, lúc 14:00 CET.
Các trận lượt đi được diễn ra vào ngày 17 tháng 2, và các trận lượt về được diễn ra vào ngày 24 tháng 2 năm 2022.
| Đội 1          | TTS         | Đội 2            | Lượt đi | Lượt về      |
| -------------- | ----------- | ---------------- | ------- | ------------ |
| Marseille      | 6–1         | Qarabağ          | 3–1     | 3–0          |
| PSV Eindhoven  | 2–1         | Maccabi Tel Aviv | 1–0     | 1–1          |
| Fenerbahçe     | 4–6         | Slavia Prague    | 2–3     | 2–3          |
| Midtjylland    | 2–2 (3–5 p) | PAOK             | 1–0     | 1–2 (s.h.p.) |
| Leicester City | 7–2         | Randers          | 4–1     | 3–1          |
| Celtic         | 1–5         | Bodø/Glimt       | 1–3     | 0–2          |
| Sparta Prague  | 1–3         | Partizan         | 0–1     | 1–2          |
| Rapid Wien     | 2–3         | Vitesse          | 2–1     | 0–2          |

### Vòng 16 đội
Lễ bốc thăm cho vòng 16 được tổ chức vào ngày 25 tháng 2 năm 2022, lúc 13:00 CET.
Các trận lượt đi được diễn ra vào ngày 10 tháng 3, và các trận lượt về được diễn ra vào ngày 17 tháng 3 năm 2022.
| Đội 1          | TTS | Đội 2      | Lượt đi | Lượt về      |
| -------------- | --- | ---------- | ------- | ------------ |
| Marseille      | 4–2 | Basel      | 2–1     | 2–1          |
| Leicester City | 3–2 | Rennes     | 2–0     | 1–2          |
| PAOK           | 3–1 | Gent       | 1–0     | 2–1          |
| Vitesse        | 1–2 | Roma       | 0–1     | 1–1          |
| PSV Eindhoven  | 8–4 | Copenhagen | 4–4     | 4–0          |
| Slavia Prague  | 7–5 | LASK       | 4–1     | 3–4          |
| Bodø/Glimt     | 4–3 | AZ         | 2–1     | 2–2 (s.h.p.) |
| Partizan       | 3–8 | Feyenoord  | 2–5     | 1–3          |

### Tứ kết
Lễ bốc thăm cho vòng tứ kết được tổ chức vào ngày 18 tháng 3 năm 2022, lúc 15:00 CET.
Các trận lượt đi được diễn ra vào ngày 7 tháng 4, và các trận lượt về được diễn ra vào ngày 14 tháng 4 năm 2022.
| Đội 1          | TTS | Đội 2         | Lượt đi | Lượt về |
| -------------- | --- | ------------- | ------- | ------- |
| Bodø/Glimt     | 2–5 | Roma          | 2–1     | 0–4     |
| Feyenoord      | 6–4 | Slavia Prague | 3–3     | 3–1     |
| Marseille      | 3–1 | PAOK          | 2–1     | 1–0     |
| Leicester City | 2–1 | PSV Eindhoven | 0–0     | 2–1     |

### Bán kết
Lễ bốc thăm cho vòng bán kết được tổ chức vào ngày 18 tháng 3 năm 2022, lúc 15:00 CET, sau khi bốc thăm tứ kết.
Các trận lượt đi được diễn ra vào ngày 28 tháng 4, và các trận lượt về được diễn ra vào ngày 5 tháng 5 năm 2022.
| Đội 1          | TTS | Đội 2     | Lượt đi | Lượt về |
| -------------- | --- | --------- | ------- | ------- |
| Leicester City | 1–2 | Roma      | 1–1     | 0–1     |
| Feyenoord      | 3–2 | Marseille | 3–2     | 0–0     |

### Chung kết
Trận chung kết được diễn ra vào ngày 25 tháng 5 năm 2022 tại Sân vận động Kombëtare ở Tirana. Một lượt bốc thăm được tổ chức vào ngày 18 tháng 3 năm 2022, sau khi bốc thăm tứ kết và bán kết, để xác định đội "nhà" vì mục đích hành chính.
| Roma          | 1–0      | Feyenoord |
| ------------- | -------- | --------- |
| - Zaniolo 32' | Chi tiết |           |

## Thống kê
Thống kê không tính đến vòng loại và vòng play-off.

### Các cầu thủ ghi bàn hàng đầu
| Hạng | Cầu thủ          | Đội           | Số bàn thắng |
| ---- | ---------------- | ------------- | ------------ |
| 1    | Cyriel Dessers   | Feyenoord     | 10           |
| 2    | Tammy Abraham    | Roma          | 9            |
| 3    | Luis Sinisterra  | Feyenoord     | 6            |
| 3    | Ola Solbakken    | Bodø/Glimt    | 6            |
| 3    | Yira Sor         | Slavia Prague | 6            |
| 6    | Arthur Cabral    | Basel         | 5            |
| 6    | Gaëtan Laborde   | Rennes        | 5            |
| 6    | Amahl Pellegrino | Bodø/Glimt    | 5            |
| 6    | Nicolò Zaniolo   | Roma          | 5            |

### Kiến tạo hàng đầu
| Hạng | Cầu thủ         | Đội        | Số pha kiến tạo |
| ---- | --------------- | ---------- | --------------- |
| 1    | Pep Biel        | Copenhagen | 4               |
| 1    | Erik Botheim    | Bodø/Glimt | 4               |
| 1    | Eli Dasa        | Vitesse    | 4               |
| 1    | Rick Karsdorp   | Roma       | 4               |
| 1    | Luis Sinisterra | Feyenoord  | 4               |
| 6    | 19 cầu thủ      | 19 cầu thủ | 3               |

### Đội hình tiêu biểu của mùa giải
Nhóm nghiên cứu chiến thuật của UEFA lựa chọn các cầu thủ sau đây vào đội hình tiêu biểu của giải đấu.
| VT | Cầu thủ               | Đội            |
| -- | --------------------- | -------------- |
| TM | Rui Patrício          | Roma           |
| HV | Lutsharel Geertruida  | Feyenoord      |
| HV | Chris Smalling        | Roma           |
| HV | Gernot Trauner        | Feyenoord      |
| HV | Tyrell Malacia        | Feyenoord      |
| TV | Lorenzo Pellegrini    | Roma           |
| TV | Dimitri Payet         | Marseille      |
| TV | Kiernan Dewsbury-Hall | Leicester City |
| TV | Luis Sinisterra       | Feyenoord      |
| TĐ | Cyriel Dessers        | Feyenoord      |
| TĐ | Tammy Abraham         | Roma           |

### Cầu thủ xuất sắc nhất mùa giải
- Lorenzo Pellegrini ( Roma)[1]

### Cầu thủ trẻ xuất sắc nhất mùa giải
- Luis Sinisterra ( Feyenoord)[37]